# The Discworld Diaries
«Ежедневники Плоского Мира» — серия иллюстрированных дневников о Плоском мире, каждый из которых (за исключением ожидаемого в 2008 году «Книги Мудрости» Лю Тзе) описывают организации Анк-Морпорка. В дневниках, наряду с иллюстрациями, содержится дополнительная информация о мире. На русском языке не издавались.
Все ежедневники написаны Терри Пратчеттом совместно со Стивеном Бриггсом и иллюстрированы Полом Кидби (Paul Kidby).

## Список Ежегодников и дневников
- «Ежедневник Незримого Университета» (англ. Discworld’s Unseen University Diary)

Год издания 1998.
- «Дневник анк-морпоркской Городской Стражи за 1999 год» (англ. Discworld’s Ankh-Morpork City Watch Diary 1999).

Год издания 1999. Обложку украшает портрет коммандера Стражи Сэмюэля Ваймса.
- «Ежегодник и ежедневник Гильдии Убийц за 2000 год» (англ. Discworld Assassins' Guild Yearbook and Diary 2000).

Год издания 2000. На обложке изображён нынешний глава Гильдии лорд Дауни со своими мятными леденцами (предположительно отравлеными).
- «Ежегодник и ежедневник Гильдии Шутов за 2001 год» (англ. Discworld Fools' Guild Yearbook and Diary 2001).

Год издания 2001. На обложке приведён портрет главы Гильдии доктора Уайтфейса.
- «Ежегодник и ежедневник Гильдии Воров за 2002 год» (англ. Discworld Thieves' Guild Yearbook and Diary 2002).

Год издания 2002. Обложку украшает портрет главы Гильдии мистера Боггиса.
- «Ежедневник (Исправившихся) Вампиров за 2003 год» (англ. Discworld (Reformed) Vampyre’s Diary 2003).

Год издания 2003. На обложке изображён председатель анк-морпоркского отделения «Лиги Терпимости» Джон Смит (бывший граф Варго Сен Грюет фон Вилинус).
- «Ежедневник Почты Анк-Морпорка за 2007 год» (англ. Discworld Post Office Diary 2007).

Год издания 2007. Обложку украшает изображение Главного Почтмейстера Анк-Морпорка Мойста фон Липвига.

## Интересные факты
- В 2008 году ожидается «Дневник „Книга Мудрости“ Лю Тзе за 2008 год».

- Благодаря небольшому тиражу, ежедневники Плоского мира очень быстро стали библиографической редкостью. Так, цена на ежедневник за 1998 год составила 110 фунтов.[1]